# Monte Verità

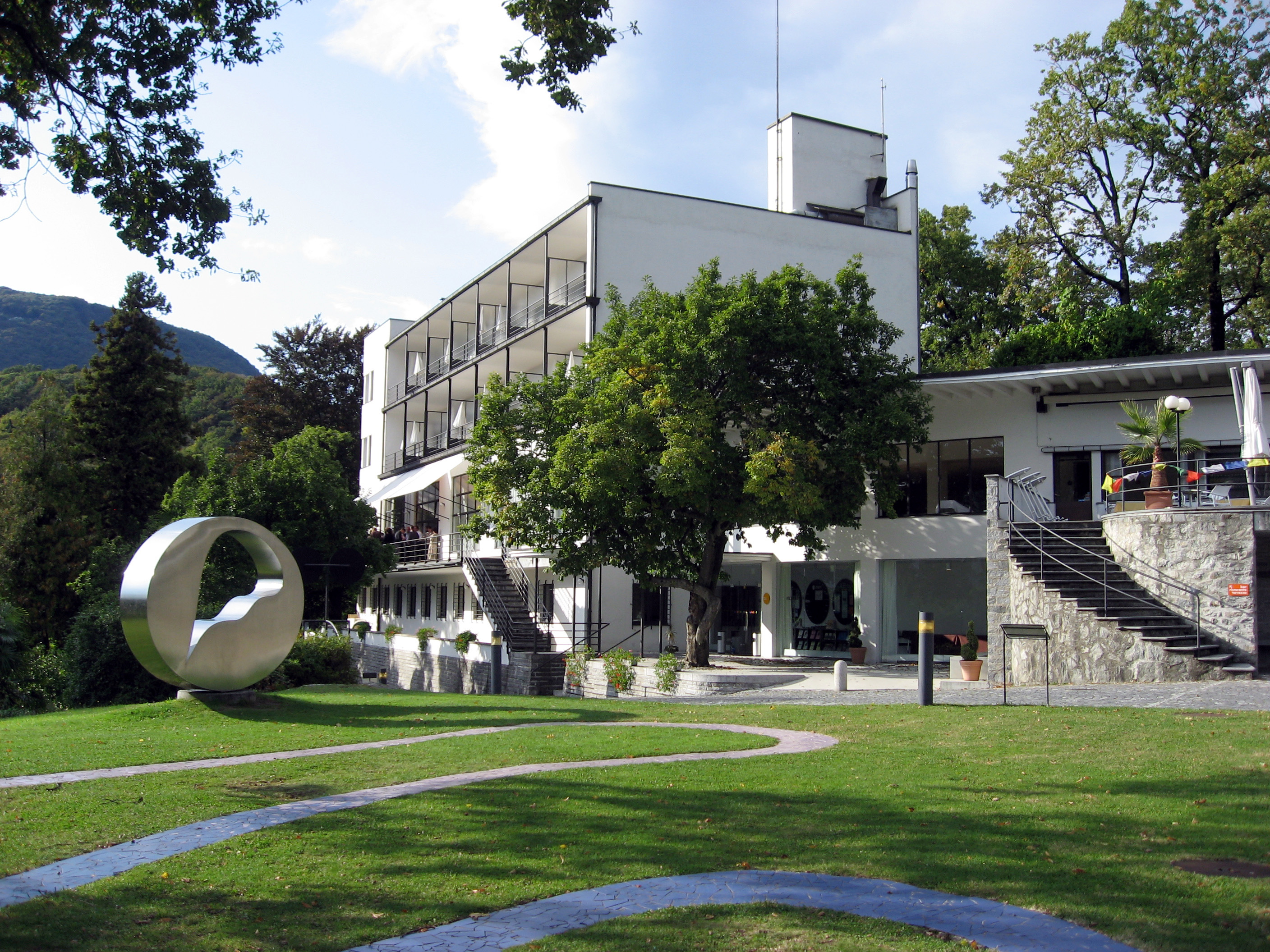
Hotellet från 1929

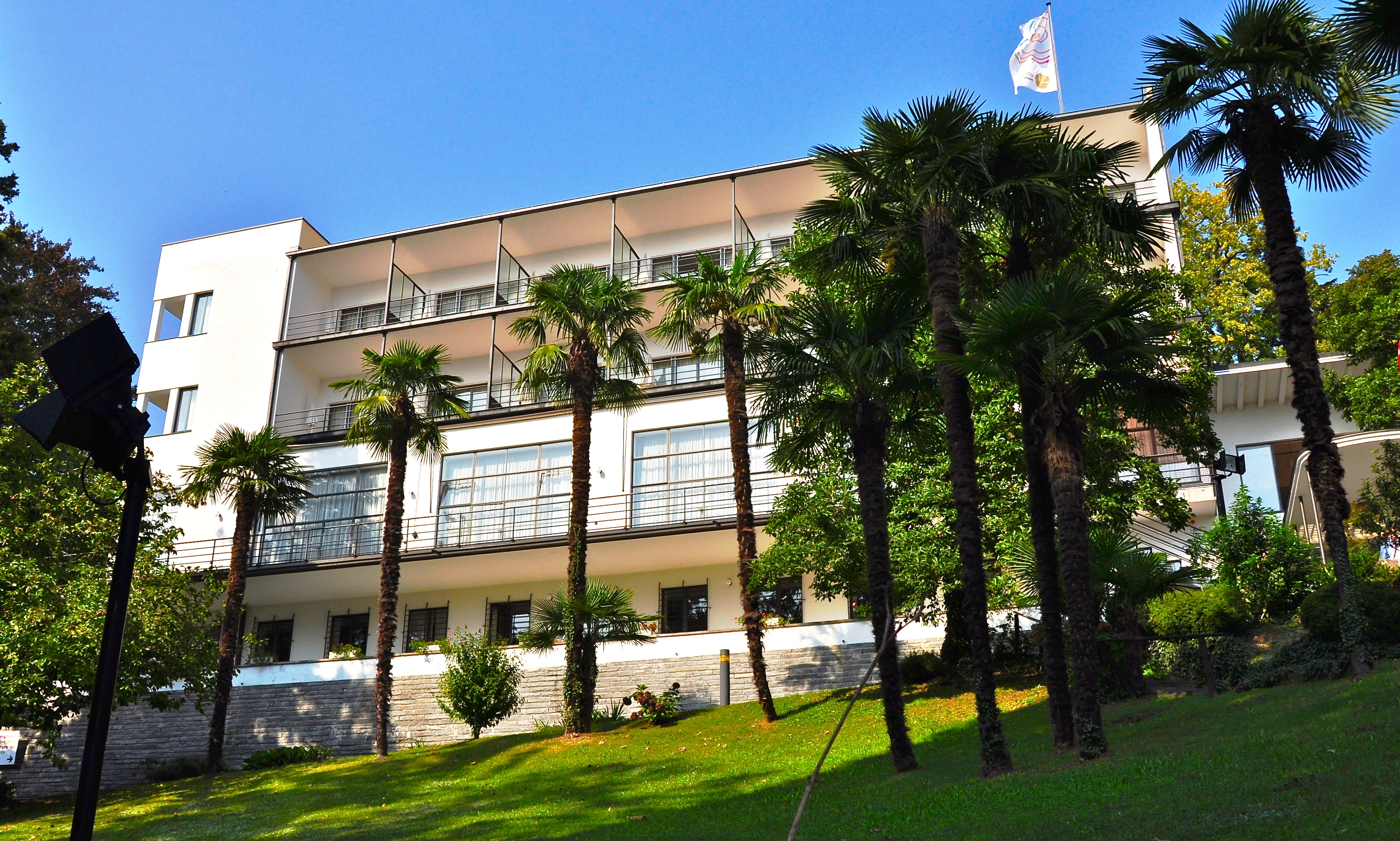
Hotellet

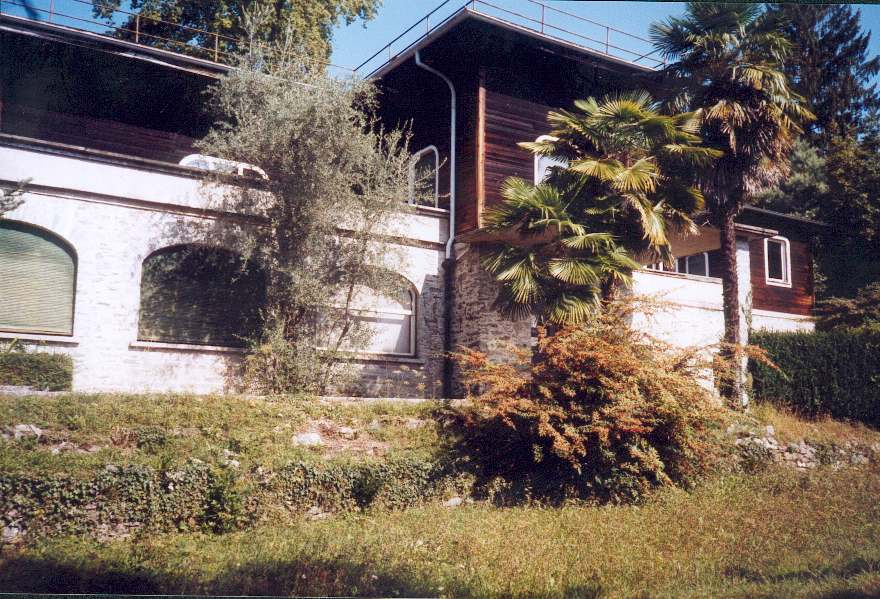
Casa Anatta från 1902

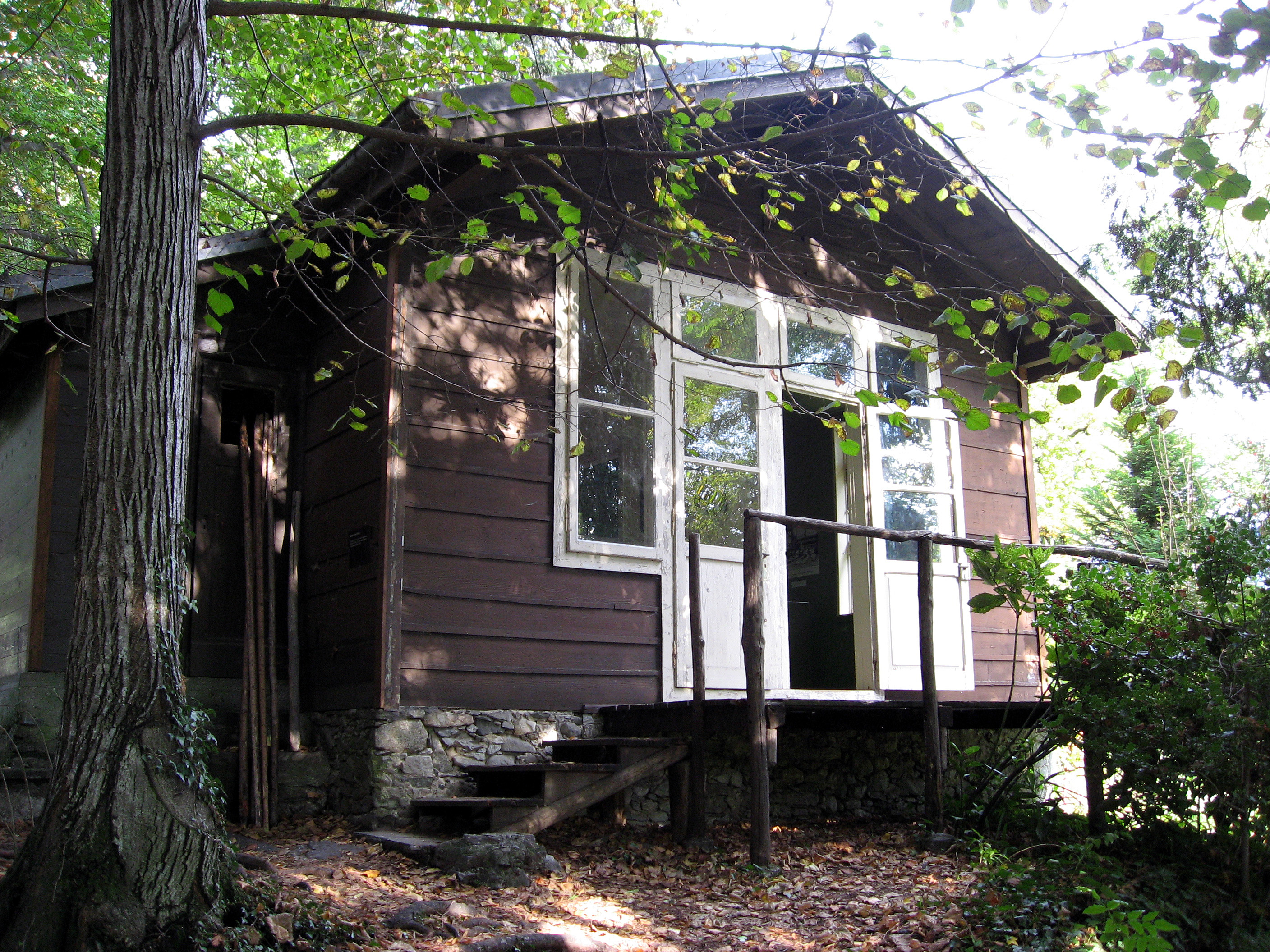
Casa Selma från tidigt 1900-tal

Monte Verità är ett 350 meter högt berg i Ascona i kantonen Ticino i Schweiz, vid sjön Lago Maggiore, vilket har varit en plats för flera utopiska rörelser under 1900-talets första årtionden.

## Historik
Den belgiske läkaren Henri Oedenkoven (1875–1935), pianisten Ida Hofmann och bröderna Karl (1875–1920) och Gusto Gräser (1879–1958) från Transsylvanien etablerade år 1900 den "kooperativa vegetarianska kolonin ”Monte Verità" på kullen Monescia i Ascona. Kolonin grundades från början på principerna om socialism, och på influenser av Karl Wilhelm Diefenbach, men kom senare att förespråka individualistisk vegetarianism. 
Dahl skriver att: ”Anarkister, teosofer, Lebensreformanhängare och vegetarianer, dansare, frimurare och ett stort antal sökare i största allmänhet levde sida vid sida”. Det utgjorde det andra Europas knutpunkt, det Europa som inte önskade befinna sig mitt i tidens förändringsvirvlar utan sökte sig upp på ett berg, till stilla avskildhet med ren luft, kreativitet och sociabilitet.  Tanken var att frigöra sig från borgerliga konventioner och leva i samklang med naturen som pacifister, nudister och vegetarianer. Det alternativa samhället byggde på kollektivt arbete och fri kärlek. Dahl beskriver  Monte Verità som ett slags historisk länk mellan uppror, anarkism, vitalism och nationalsocialism.
År 1902 inrättades ett sanatorium med vegetarisk mat, fasta, solbad och vattenkurer. Den anarkistiske tyske läkaren Raphael Friedeberg (1863–1940) flyttade till Ascona 1904, vilket ledde till att flera lokala anarkister anslöt sig.  Många kulturpersoner och epokens kändisar vistades på Monte Verità, till exempel Hermann Hesse, Carl Jung, Erich Maria Remarque, Hugo Ball, H.G. Wells, Else Lasker-Schüler, Stefan George, Isadora Duncan, Pjotr Kropotkin, Paul Klee, Rudolf Steiner, författaren Max Picard, Henry van de Velde, Frieda von Richthofen, psykoanalytikern Otto Gross, Erich Mühsam, Karl Wilhelm Diefenbach, arkitekten Walter Segal, Leo Trotskij, Vladimir Lenin och Gustav Stresemann.
Mellan 1913 och 1918 drev Rudolf von Laban en dansskola på Monte Verità, vid vilken bland andra Mary Wigman var elev. Mellan 1923 och 1926 drevs Monte Verità som hotell av konstnärerna Werner Ackermann, Max Bethke och Hugo Wilkens.
År 1926 köptes det av den tyske baronen Eduard von der Heydt (1882–1964), efter att intresserats för den tidigare konstnärskolonin av den ryska målaren Marianne von Werefkin (1860–1938), som själv vistats där. Han lät 1929 uppföra en ny hotellbyggnad i Bauhaus-stil av den tyske arkitekten Emil Fahrenkamp (1885–1966). Efter att Eduard von der Heydt avlidit 1964 övertogs anläggningen av kantonen Ticino.
| ”                | På Monte Verità finns alternativrörelsens rötter, med tydliga trådar till 1960-talets hippier, över till vår tids new age och konsumtionskritik. | „ |
| – Birgitta Rubin | |   |

## Idag
Monte Verità är idag en konferensanläggning, som tillhör tekniska högskolan Eidgenössische Technische Hochschule Zürich, med namnet Centro Stefano Franscini. Där finns också ett museum bestående av tre byggnader: 
- Casa Anatta, en träbyggnad från 1902 med platt tak som varit bostadshus för grundarna av kolonin. Den är ett lokalt museum över Monte Verità.
- Casa Selma, en liten byggnad ("Licht-Luft-Hütte“) från kolonins första tid, och
- Paviljongen Chiaro mondo dei beati, den träbyggnad i vilken finns panoramamålningen "Chiaro mondo dei beati" av Elisar von Kupffer (1872–1942).

## Media
- Freak Out! (på tyska Monte Veritá. Der Traum vom alternativen Leben.), svensk-dansk-tysk-norsk dokumentärfilm av Carl Javér, 2014